# Mas d'en Bosc (Berga)
El mas d'en Bosc és una masia de Berga inclosa a l'Inventari del Patrimoni Arquitectònic de Catalunya.

## Descripció
És una masia d'estructura clàssica pertanyent al primer grup de masies que classificà Danès, és a dir, del tipus més primitiu i que presenten majors dificultats alhora d'efectuar-ne ampliacions al segle xviii. És de planta rectangular, amb la façana orientada a ponent, coberta a quatre vessants de teula àrab. A la façana de ponent s'hi construí un cos annex que eixampla la masia, amb un porxo i una balconada que dona a l'era de batre, voltada de construccions necessàries per una explotació agropecuària.

## Història
El mas del bosc era una de les possessions del trobador Guillem de Berguedà. En el seu testament del 25 d'abril del 1187 deixà ipso manso de Guillelmo de Boscho als frares de l'orde del Temple, juntament amb el dret que tenia d'acollir-s'hi i la tasca que en rebia. En el fogatge de 1553 s'esmenta a Jaume Bosch de la vila de Berga.